# گابریل بوریک
گابریل بوریچ فونت (تلفظ اسپانیایی: [ɡaˈβɾjel ˈβoɾitʃ]; متولد ۱۱ فوریه ۱۹۸۶) یک سیاستمدار چپ‌گرای شیلیایی و رئیس‌جمهور این کشور است.
بوریچ در دانشکده حقوق دانشگاه شیلی تحصیل کرده است. او در سال ۲۰۱۲ رئیس فدراسیون دانشجویان دانشگاه شیلی بود. در سال‌های ۲۰۱۱ تا ۲۰۱۳ او به عنوان نماینده دانشجویان، به یکی از چهره‌های برجسته اعتراضات دانشجویی شیلی تبدیل شد. بوریچ دو بار به عنوان نمایندهٔ مجلس منطقه ماژلان و جنوبگان شیلی در مجلس نمایندگان شیلی انتخاب شد؛ بار اول در سال ۲۰۱۳ به عنوان کاندیدای مستقل و سپس در سال ۲۰۱۷ به عنوان بخشی از ائتلاف Broad Front، ائتلاف چپی که او با چندین حزب دیگر ایجاد کرده بود.
او جوان‌ترین رئیس‌جمهور تاریخ شیلی و دومین رهبر دولت جوان در جهان، می باشد. او همچنین بیشترین رای را در انتخابات ریاست جمهوری در کل تاریخ شیلی کسب کرده‌است.

## نامزدی ریاست جمهوری ۲۰۲۱
بوریچ در سال ۲۰۲۱ نامزد انتخابات ریاست جمهوری شد. او پس از پیروزی اولیه خود، در توییتر اعلام کرد که در طول انتخابات عمومی با دنیل خادوئه، سیاستمدار سوسیالیست و مارکسیست شیلیایی، همکاری خواهد کرد تا یک جبهه متحد ارائه دهد. در ۱۹ دسامبر ۲۰۲۱، بوریچ با کسب ۵۵٫۸۵ درصد آرا در انتخابات پیروز شد و در ۱۱ مارس ۲۰۲۲ تحلیف شد.